# Alisa Sezen Sever
Alisa Sezen Sever (* 1. Juli 2006 in Çeşme, Izmir) ist eine türkische Schauspielerin.

## Leben und Karriere
Sever wurde am 1. Juli 2006 in Çeşme. Sie begann ihre Schauspielkarriere bereits in jungen Jahren und hat seitdem in verschiedenen Fernsehserien mitgewirkt.
Einen ihrer bekanntesten Auftritte hatte sie in der Serie Evli ve Öfkeli, in der sie die Rolle der Merve spielte. Weitere Rollen übernahm sie in den Serien Sahipli als Elif und Sipahi als Ece Çetin. Außerdem gewann sie bei den 50. Pantene Golden Butterfly Awards den „Pantene Shining Stars“. 2024 spielte sie die Figur Umay Yavuzoğlu in der Serie Bahar.

## Filmografie (Auswahl)
Filme
- 2019: Topal Sükran'ın Maceraları

Serien
- 2012: Hayatımın Rolü
- 2014: Fatih Harbiye
- 2015–2016: Evli ve Öfkeli
- 2017: Sahipli
- 2018: Keşke Hiç Büyümeseydik
- 2022: Tozkoparan İskender
- 2022–2023: Sipahi
- 2024: Bahar